# Skandynawska Unia Monetarna
Skandynawska Unia Monetarna (duń. Skandinaviske Møntunion, norw. Skandinaviske myntunion, szw. Skandinaviska myntunionen) – umowa ekonomiczna zawarta 5 maja 1873 roku między Danią a Szwecją w sprawie zastąpienia walut tych krajów (odmian talarów) wspólnym rodzajem waluty związanej kursem złota – koroną podzielną na 100 øre.
Norwegia dołączyła do unii w 1875 roku.
Chociaż kraje związane Unią wydawały i kontrolowały swoje nowe waluty indywidualnie, z powodu wspólnej nazwy, ustalonej stałej wartości i wymienialności w stosunku 1:1 korony tych trzech państw były w praktyce akceptowanym środkiem płatniczym w całej Skandynawii.
W wyniku wybuchu I wojny światowej w 1914 roku korona szwedzka została uwolniona od kursu złota, co spowodowało koniec Skandynawskiej Unii Monetarnej.
Unia ta była jednym z niewielu realnych skutków pojawienia się idei skandynawizmu.